# Chat el Arab
El Chat el Arab (en árabe: شط العرب, que significa «costa de los árabes»), también conocido como Arvand Rūd (en persa: اروندرود, que significa «río Arvand»), es un río que transcurre en el suroeste de Asia —en Oriente Próximo— y que cuenta con unos 200 km de longitud. Está formado por la confluencia de los ríos Éufrates y Tigris en la ciudad de Al-Qurnah, en la provincia de Basora. El extremo meridional del río constituye la frontera entre Irak e Irán hasta la desembocadura en el golfo Pérsico. Su anchura va de los 232 m en Basora a los 800 m en la desembocadura. 
El río Karún, un afluente que viene del lado iraní, deja gran cantidad de sedimentos en el lecho, lo que obliga a un continuo drenaje del curso fluvial para mantener su navegabilidad. El Chat el Arab es un río de formación reciente (geológicamente hablando), ya que originalmente el Tigris y el Éufrates habrían desembocado individualmente en el golfo Pérsico. 
Asimismo es reciente la denominación persa de Arvand Rūd para referirse al Shatt al-Arab; si bien en persa se habla de Arvand Rūd («río Arvand») desde hace mucho tiempo, no ha sido hasta el siglo XX cuando los persas han empezado a denominar así a esta formación fluvial, pues antes de la dinastía Pahlaví Arvand Rūd era una designación alternativa para el río Tigris en persa.

## Historia

### Disputas territoriales
Durante mucho tiempo, desde el Imperio aqueménida (559 a. C.) hasta la dinastía afsárida (siglo XVIII) el río estuvo bajo control persa y era denominado como Arvanrud por los persas. 
Una de las principales causas que llevaron al estallido de la guerra Irán-Irak en la década de los ochenta fue el control del Chat el Arab/Arvanrud. Ciudades iraníes como Abadán y Jorramchar y el puerto iraquí de Basora se encuentran en el curso del río.

### Guerra de Irak
Durante la Invasión de Irak en 2003, el control del curso del río fue clave para las fuerzas de la Coalición internacional capitaneada por Estados Unidos.[cita requerida] Dado que es la única salida de Irak al golfo Pérsico, su control era fundamental para entregar la ayuda humanitaria al resto del país y para detener el contrabando. Los Royal Marines británicos tomaron la ciudad al principio del conflicto tras hacerse con el control de las instalaciones petroleras de Umm Qasr en la península de Al-Faw.